# NGC 1711
NGC 1711 (również ESO 56-SC10) – gromada otwarta, znajdująca się w gwiazdozbiorze Góry Stołowej, w Wielkim Obłoku Magellana. Odkrył ją James Dunlop 3 sierpnia 1826.